# Nikki Anderson
Nikki Anderson (11 de març de 1977) és una actriu porno hongaresa. Protagonista de Sweet Baby i Sweet Lady i un nombre important de pel·lícules de l'empresa productora Private i també de diversos altres films de totes les grans companyies europees.
Des de la seva primera aparició en La Piràmide de Pierre Woodman, la seva carrera va ser un èxit molt ràpid. Va treballar amb Pierre Woodman, Rocco Siffredi, Antonio Adamo i altres directors. Va rebre el premi de millor actriu porno europea al festival Hot d'Or de Cannes, França, l'any 1999 per la seva aparició a la pel·lícula Rocco never dies. També va aparèixer en revistes i programes d'entrevistes. Quan es va retirar del porno, havia rodat més de 200 pel·lícules d'orientació bisexual. Nikki va ser guardonada durant els festivals de cinema eròtic a Europa, però mai va rebre el premi de millor actriu a Europa. L'any 2001, Private Media Group va produir una recopilació de les seves millors escenes anomenada "la vida privada de Nikki Anderson." L'any 2002, després de diversos anys entre les estrelles de les produccions X Europees, Nikki Anderson va acceptar un lucratiu contracte com ballarina a Itàlia, on va treballar fins a l'any 2004. Aleshores, es va fer construir una casa als afores de Budapest, i va formar una família.